# Ceremoni
En ceremoni är en händelse av rituell betydelse, utförd vid ett särskilt tillfälle.
En ceremoni kan markera en övergångsrit, såsom vid dop, bröllop, födelsedag eller begravning.
En statsceremoni berör i regel en statschef i rollen som statens formella överhuvud. Exempel på statsceremonier är: kröningar, installation och avläggande av ämbetsed, trontal, statsbesök och statsbegravning. I militära sammanhang förekommer också inspektion av honnörsvakt och flottrevy.